# Paragon (schip)
Paragon is een personage uit De boeken van de Levende Schepen, een fantasytrilogie van Robin Hobb.

## Voorgeschiedenis
Paragon is een levend schip. Hij is gemaakt van het toverhout van de cocons van twee draken, die sterven bij zijn ontstaan en voortleven in Paragon als de Grotere en de Kleinere. Hij behoort toe aan de Beijerstadse familie Ludluk. Paragon is levend geworden nadat drie generaties Ludluks op zijn dek overleden zijn. Paragon is echter geen succesvol levend schip. Hij heeft de reputatie gek te zijn en men denkt dat hij meerdere bemanningen gedood heeft. Door mysterieuze gebeurtenissen ligt Paragon verlaten op land en wordt hij niet meer gebruikt als handelsschip. Zijn ogen zijn weggehakt, zodat hij blind door het leven gaat.

## Onder piraten
Als Sedge Ludluk kapitein is van Paragon, drijft hij handel met de Pirateneilanden. Daar sterft hij, terwijl zijn zoon Lucto Ludluk (bijgenaamd Gelukkige Ludluk) besluit de banden met Beijerstad te verbreken, met een plaatselijk meisje te trouwen en in de Pirateneilanden handel te drijven. Hij sticht zijn eigen koninkrijkje op een goed verborgen eiland.
De familie is welvarend, totdat de Ludluks overvallen worden door de beruchte piraat Igrot, die Lucto doodt, zijn vrouw de tong uitsnijdt en Paragon rooft. Omdat een levend schip altijd een familielid aan boord moet hebben, wordt Lucto's zoon Kennit meegenomen. Igrot mishandelt Kennit en dwingt hem de ogen van Paragon weg te hakken. Kennit neemt wraak door het weggehakte toverhout door de soep te roeren, zodat het merendeel van Igrots piraten door vergiftiging sterft. Als de laatste bemanningsleden dood of gevlucht zijn, slaat Kennit Igrot dood.

## Paragon als Paria
Paragon neemt de pijnlijke herinneringen van Kennit over, zodat hij niet langer gekweld wordt en een nieuw en gelukkig leven kan opbouwen. Paragon en Kennit spreken af dat die herinneringen moeten verdwijnen. Paragon laat zich zinken en wacht op zijn dood, die hij echter niet zelf kan bewerkstelligen. Hij drijft door het lot geleid langzaam naar zijn thuishaven Beijerstad, waar hij door de overgebleven leden van de familie Ludluk aan land gesleept wordt om vergeten te worden. Zijn naam Paragon wordt vervangen door het toepasselijke Paria. Hij wordt door zijn familie en alle anderen gemeden. Alleen Althea Vestrit komt als kind vaak bij Paragon spelen en de zeeman Bresker Trell overnacht regelmatig bij hem als hij door zijn geld heen is.
De Ludluks zitten met Paragon in hun maag, want ze hebben een morele verplichting tegenover hun levende schip, maar zijn toverhout zou erg veel geld opleveren als hij in stukken gehakt zou worden. Als er plannen gesmeed worden om Paragon inderdaad met dit doel te verkopen, krijgt hij gezelschap van de mysterieuze kralenmaakster Amber, die hem wil redden. Zij komt zelfs bij Paragon aan boord haar intrek nemen.

## Expeditie naarVivacia
Na 30 jaar werkloos en verlaten op het strand gelegen te hebben, wordt Paragon voorbereid op een gevaarlijke en onzekere expeditie. Het levende schip Vivacia van de familie Vestrit is veroverd door de ambitieuze piraat Kennit. Het lot van de kapitein van de Vivacia, Kyle Haven, en zijn zoon Wintrow Vestrit is onzeker. Voor een reddingsactie wordt Paragon opgekocht door de Vestrits en Amber. Bresker, Althea en Amber repareren Paragon en slepen hem bij hoog tij het water in. Bresker wordt kapitein aan boord van Paragon, met als eerste stuurman de capabele maar brute Lavoy, als tweede stuurman Althea, als scheepstimmervrouw Amber en als scheepsjongen de bevrijde slavenjongen Flek.
Bresker zet koers naar Deeldorp (Divvytown), de belangrijkste nederzetting van de Pirateneilanden. Daar hoopt hij informatie te krijgen over de positie van Vivacia. Onderweg naar Deeldorp zijn sommige bemanningsleden ontvankelijk voor muiterij. In Deeldorp komt Lavoy in opstand tegen Bresker, maar hij wordt van het schip verwijderd en Althea neemt zijn positie als eerste stuurman over.
Vivacia wordt gevonden en de beide bemanningen gaan een gevecht aan, dat in het voordeel van Kennit beslist wordt. Kennit, die erop gerekend had zijn schip niet meer terug te zien, sluit de overlevende bemanningsleden, waaronder Bresker, Amber en Flek, op in het ruim van Paragon en steekt het schip in brand. Paragon, die zich gebonden voelt door de afspraak Kennits herinneringen met zichzelf te vernietigen, opent de naden tussen zijn planken en wacht zinkend en brandend zijn vernietiging af.
Amber weet hem op andere gedachten te brengen, zodat Paragon zijn naden sluit, zijn manschappen redt en zijn vuur laat blussen. Hij gaat aan land zodat de bemanning kan uitrusten en bijkomen en het schip gerepareerd kan worden. Daarna gaat hij naar het eiland waar Lucto Ludluk woonde en waar de moeder van Kennit nog steeds een eenvoudig bestaan leidt. Bresker neemt de moeder mee om meer te weten te komen over Kennit. Ook Kyle Haven, die op het eiland gevangen gehouden werd, wordt meegenomen.
Op zee maakt Amber met veel zorg een nieuw gezicht voor de nog altijd blinde en gehavende Paragon. Amber krijgt van Paragon het verzoek een gezicht te maken van iemand van wie ze kon houden. Amber doet dit door het gezicht te modelleren naar dat van FitzChevalric Ziener, de hoofdpersoon uit De boeken van de Zieners. Als het werk voltooid is, houdt Paragon zijn ogen gesloten.
Als Bresker de Vivacia terugvindt, is Kennit met haar en twee andere van zijn schepen verwikkeld in een zeeslag met de vloot van Jamaillia. Bresker besluit mee te helpen Jamaillia te verslaan. Uiteindelijk kunnen de piratenschepen en Paragon de vloot ontvluchten, maar Kennit is dodelijk gewond. Hij sterft in de armen van Paragon, die op dat moment zijn ogen opendoet. Met de dood van Kennit vindt Paragon rust en wordt hij eindelijk een heel persoon.

## Toekomst van Paragon
Na deze gebeurtenissen vindt Paragon zijn bestemming als handelsschip van Bresker en Althea. Althea was steeds van plan geweest om de Vivacia, haar familieschip, te verwerven, maar omdat Vivacia niet meer met de Vestrits verbonden is zoals voorheen, kiest ze voor Bresker en Paragon.
Na de dood van Kennit is Paragon de enige die weet waar Igrot ooit een fabelachtige schat verborgen heeft. Paragon vindt die terug en bezorgt de zijnen grote rijkdom.